# Angel Witch
Angel Witch — британская хеви-метал-группа, сформированная в 1977 году, в Лондоне. Группа стояла у истоков новой волны британского хеви-метала. Состав группы постоянно менялся вокруг Кевина Хейборна.

## История
Группа была сформирована, первоначально под названием «Lucifer», в составе гитариста и вокалиста Кевина Хейборна, гитариста Роба Даунинга, барабанщика Стива Джонса, и басиста Барри Клементса. Однако «Lucifer» скоро распался и Стив Джонс объединился с Брюсом Дикинсоном чтобы сформировать «Speed». Оставшиеся музыканты Lucifer (за исключением Барри Клементса, который был заменен Кевином Риддлзом и Джонса, который был заменен Дейвом Хоггом) образовали Angel Witch. В следующем году Даунинг также оставил группу.
Первой песней, достигшей популярности, стала «Baphomet». Эта песня привлекла к группе изрядное внимания, и они в конечном счёте подписали контракт с EMI. Однако, сделка была скоро отменена, из-за менеджера Кена Хейборна, и из-за неудачного первого сингла, выпущенного под лейблом EMI, Sweet Danger, который продержался в чартах всего неделю.
В 1980 году, вместе с Bronze Records, группа записала свой первый полноценный альбом — "Angel Witch ". Этот альбом стал одним из самых известных во времена расцвета NWOBHM, но вскоре после его выпуска группа начала разваливаться. Дейв Хогг был уволен, Кевин Риддльз присоединился к Tytan, и несмотря на попытки Хейборна продолжить работу с другими музыкантами, группа была объявлена распущенной, а сам Хейборн присоединился к Deep Machine.
Группа возвратилась к деятельности в 1982 году, когда Хейборн и два музыканта Deep Machine — а именно, вокалист Роджер Марсден и барабанщик Рики Брюс, вместе с басистом Джерри Каннихэмом составили новый Angel Witch. Такой состав «прожил» очень короткий промежуток времени, поскольку голос Марсдена не соответствовал прежнему стилю группы. Он был уволен из группы, и вокалистом снова стал Хейборн.
В 1983 году группа снова прекратила выступления, и Хейборн ушёл в Blind Fury. Однако в 1984 году группа ещё раз была «приведена в чувство», на сей раз с помощью басиста Питера Горделира, вокалиста Дейва Тэттума и с вернувшимся Дейвом Хоггом на ударных. Таким составом был записан альбом «Screamin 'N' Bleedin'». Но Дейв Хогг снова был уволен снова и заменен Спенсером Холлмэном. С новым барабанщиком записан «Frontal Assault».
В том же самом году был уволен Дейв Тэттум. В течение нескольких лет на немногочисленных живых концертах группа играла как трио. В 1989 году они записали новый концернтный альбом, названный просто — Live.
Хейборн решил, что настало время двинуться в США, но у других участников не было желания покидать родную страну. Таким образом образовался «американский состав» Angel Witch. Это были Хейборн, басист Джон Торрес (из Lääz Rockit), барабанщик Том Хантинг и гитарист Дуг Пирси. Группа планировала провести изрядное количество концертов в США. Однако, у Хейборна обнаружились иммиграционные проблемы, и он был арестован за день до первого концерта группы. Без Хейборна «американский» вариант группы также распался.
После выпуска альбома-компиляции Resurrection в 2000 году, группа намеревалась играть вместе, но после ряда внутренних конфликтов Хейборн собрал ещё один новый состав.
В 2011 году группа приступила к записи нового полноценного студийного альбома (четвёртого по счёту), «As Above, So Below». В записи участвовали Кевин Хейборн на гитаре и вокалах, Уилл Палмер на бас-гитаре, Билл Стир на гитаре, и Эндрю Престидж на барабанах.

## Дискография

### Альбомы
- Angel Witch (1980)
- Screamin’ ’n’ Bleedin’ (1985)
- Frontal Assault (1986)
- As Above, So Below (2012)
- Angel of Light (2019)

### Концертные альбомы
- Live (1990)
- '82 Revisited (1997)
- Live At The LA2 (2000)
- Burn The White Witch (2009)

### Демо
- Demo (1978)
- Demo (1979)
- Demo (1982)

## Прочее
- Песня «Baphomet» отмечается в книге Encyclopedia of heavy metal music как «песня-убийца с дебютного альбома группы»[2].